# Andrena primaeva
Andrena primaeva är en biart som beskrevs av Cockerell 1909. Andrena primaeva ingår i släktet sandbin, och familjen grävbin. Inga underarter finns listade i Catalogue of Life.